# Alemán coloniero
L’alemán coloniero è una lingua del gruppo delle lingue tedesche alemanne, appartenente alla famiglia del basso alemanno, parlata a Colonia Tovar, in Venezuela.
La lingua, così come accade per altre della stessa famiglia, non è mutuamente intelligibile con il tedesco standard.
È parlato da discendenti degli abitanti della Foresta Nera che emigrarono in Venezuela a partire dal 1843. A causa dei lunghi contatti fra l'alemán coloniero e lo spagnolo, si registrano numerosi prestiti linguistici.